# Chaetopteryx rugulosa
Chaetopteryx rugulosa là một loài Trichoptera trong họ Limnephilidae. Chúng phân bố ở miền Cổ bắc.